# Ґзовиці-Фольварк
Ґзовиці-Фольварк (пол. Gzowice-Folwark) — село в Польщі, у гміні Єдльня-Летнісько Радомського повіту Мазовецького воєводства.
Населення — 89 осіб (2011).

## Демографія
Демографічна структура станом на 31 березня 2011 року:
|          | Загалом | Допрацездатний вік | Працездатний вік | Постпрацездатний вік |
| -------- | ------- | ------------------ | ---------------- | -------------------- |
| Чоловіки | 51      | 14                 | 34               | 3                    |
| Жінки    | 38      | 6                  | 22               | 10                   |
| Разом    | 89      | 20                 | 56               | 13                   |